# SFK Etar Veliko Tarnovo
Maillots
Actualités
Dernière mise à jour : 15 septembre 2024.
Le Sporten Futbolen Klub Etar Veliko Tarnovo (en bulgare : Спортен Футболен Клуб Етър Велико Търново), plus couramment abrégé en Etar Veliko Tarnovo, est un club bulgare de football fondé en 2013 basé dans la ville de Veliko Tarnovo . Ils ont pour maison le stade Stade Ivaylo.
Il est le successeur de l'Etar 1924.

## Histoire
Le club est formé le 17 juillet 2013, peu après la disparition de l'ancien Etar 1924. Fusionnant avec Botev Debelets, dont il récupère la licence, le club fait directement ses débuts dans le groupe Nord-Ouest de la troisième division bulgare lors de la saison 2013-2014.
Après avoir fini cinquième lors de sa saison inaugurale puis second en 2014-2015, l'Etar remporte finalement son groupe à l'issue de la saison 2015-2016 et accède à la deuxième division,. Le club enchaîne une deuxième promotion d'affilée la saison suivante en remportant le championnat de deuxième division pour accéder à l'élite du football bulgare pour la saison 2017-2018. Sa première saison en première division se conclut par un maintien à l'issue des barrages de relégation.
Lors de la saison 2020-2021 Les Violets descendront en ligue 2 bulgare à cause d'une dernière place au cours d'une saison difficile. 
En 2021-22 Les Boyards réalisent une bonne saison et terminent 4ème de la ligue 2 bulgare, malheureusement l'Etar perdent en barrage d'accession de La efbet liga contre OFK Botev Vratsa sur le score de 3-2.

## Bilan sportif

### Palmarès
| Compétitions nationales                                     |
| ----------------------------------------------------------- |
| - Championnat de Bulgarie de D2 (1) : - Champion : 2016-17. |

### Bilan par saison
| Saison      | Championnat   | Championnat | Championnat | Championnat | Championnat | Championnat | Championnat | Championnat | Championnat | Championnat | Coupe de Bulgarie |
| Saison      | Division      | Pos         | Pts         | J           | V           | N           | D           | BP          | BC          | Diff        | Coupe de Bulgarie |
| ----------- | ------------- | ----------- | ----------- | ----------- | ----------- | ----------- | ----------- | ----------- | ----------- | ----------- | ----------------- |
| 2013-2014   | 3e Nord-Ouest | 5e          | 62          | 30          | 19          | 5           | 6           | 61          | 20          | +41         | N/A               |
| Légende2015 | 3e Nord-Ouest | 2e          | 62          | 26          | 19          | 5           | 2           | 68          | 19          | +39         | N/A               |
| 2015-2016   | 3e Nord-Ouest | 1er         | 82          | 30          | 27          | 1           | 2           | 100         | 16          | +84         | Premier tour      |
| 2016-2017   | 2e            | 1er         | 61          | 30          | 17          | 10          | 3           | 52          | 27          | +25         | Premier tour      |
| 2017-2018   | 1re           | 13e         | 28          | 28          | 6           | 10          | 16          | 31          | 52          | -21         | Quarts de finale  |

Légende
- Promotion en division supérieure
- Relégation en division inférieure

## Personnalités du club

### Présidents du club
- Georgi Kamarashev

### Entraîneurs du club
| - Sasho Angelov (2013 - 2014) - Kaloyan Chakarov (2014 - 2015) - Georgi Vasilev (2015 - 2016) - Boncho Genchev (2016) - Ferario Spasov (2016) |  | - Stanislav Genchev (2017 - 2018) - Krasimir Balakov (2018 - 2019) - Rosen Kirilov (2019) - Kaloyan Chakarov (2019) - Petko Petkov (depuis 2019) |